# Karl August Ferdinand von Borcke

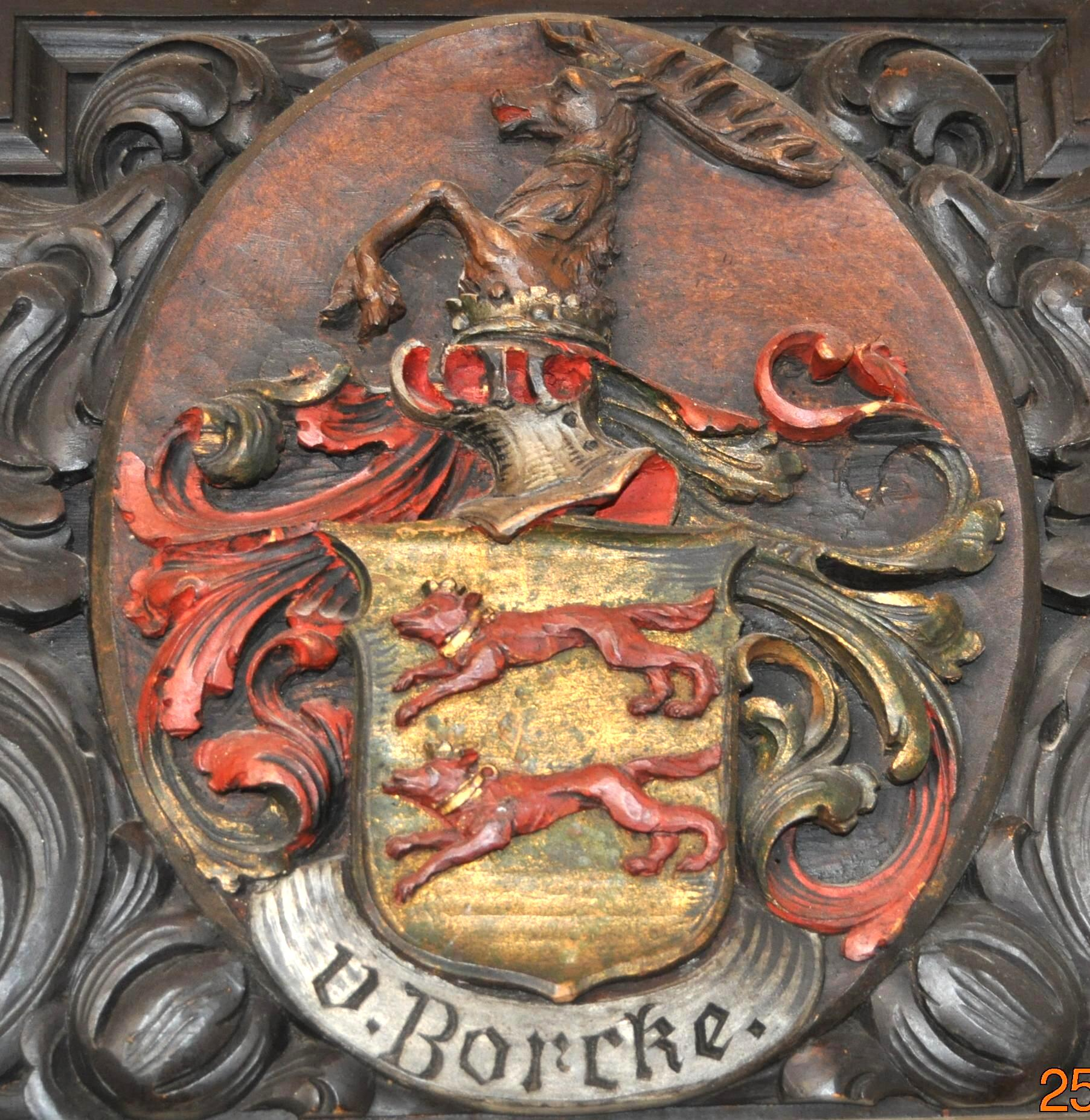
Herb rodowy

Karl August Ferdinand von Borcke (ur. 18 lutego 1776 w Stargardzie, zm. 15 grudnia 1830 tamże) – pruski generał, jako pierwszy został odznaczony Krzyżem Żelaznym.

## Życiorys
Borcke urodził się w Stargardzie na Pomorzu. Jego rodzicami byli Ernst Gottlieb Kurt von Borcke i Anna Margarethe z domu Greinert. Cywilne wykształcenie zdobył w Collegium Groeningianum w Stargardzie, następnie wstąpił do szkoły kadetów w Berlinie.
Brał udział w wojnie z Rosją (1812) jako członek pruskiego kontyngentu sojuszniczego. W 1813, gdy Prusy przystały do koalicji antyfrancuskiej, walczył w bitwach nad Kaczawą i pod Lipskiem. Za udział w bitwie pod Lüneburgiem 21 kwietnia 1813 jako pierwszy w historii otrzymał Krzyż Żelazny II klasy.
Borcke dowodził pruską 9. Brygadą Piechoty III Korpusu. W czasie tzw. 100 dni Napoleona uczestniczył w bitwie pod Ligny, następnie został komendantem twierdzy Luksemburg.
W 1806 Borcke ożenił się z Christiane Ernestine Johanna z domu von Broesigke, z którą nie miał potomstwa. Zmarł podczas polowania w rodzinnym mieście.

## Odznaczenia
- Krzyż Żelazny II klasy (1813)
- Krzyż Żelazny I klasy
- Królewski Order Miecza
- Order Świętego Włodzimierza
- Order Czerwonego Orła (1815)